# Metropolitanato de Hálych
El metropolitanato de Hálych o de Galitzia (en griego: Μητρόπολη του Χάλιτς y en ucraniano: Галицька митрополія) fue una circunscripción eclesiástica de la Iglesia ortodoxa de Constantinopla en el Reino de Galitzia-Volinia. Se trataba de un metropolitanato bizantino, sede metropolitana de la provincia eclesiástica de Hálych. Fue suprimido en 1401.

## Territorio y organización
El metropolitanato extendía su jurisdicción sobre los fieles de rito bizantino residentes en el Reino de Galitzia-Volinia.
La sede del metropolitanato se encontraba en la ciudad de Hálych (también llamada Galitzia), en la región de los Cárpatos en Ucrania, en donde se hallaba la Catedral de la Asunción. En 1362 pasó a la Iglesia católica y a finales del siglo XIV o principios del siglo XV fue abandonada y destruida.
El metropolitanato tenía como sufragáneas a las eparquías de Volodímir-Brest, Lutsk y Ostroh, Przemyśl y Sámbir, Pinsk y Túrov y Chełm y Bełz o Kholm (inicialmente en Ugrovsk).

## Historia

### Eparquía de Hálych
La primera sede episcopal de Galitzia se fundó en Przemyśl, según diversas fuentes, en 1026, en 1087 o entre 1117 y 1128. La fecha más probable es 1120, cuando Volodar Rostíslavich reinaba en Przemyśl. Posteriormente, tras el establecimiento de Hálych como capital del Principado de Galitzia, la sede se trasladó a esta ciudad en 1134 tras separarse de la eparquía de Volodímir-Volinski. Sin embargo, posteriormente, entre 1205 y 1211 se restableció la eparquía independiente de Przemyśl.
La eparquía de Galitzia se menciona por primera vez en las crónicas en 1156, cuando el obispo era Kozma (Kuzma). Sin embargo, no fue el primer obispo, ya que la crónica lo llama sucesor del obispo Oleksiy. Probablemente fue nombrado en la sede poco después de que Vladímir Volodaríevich estableciera la capital del principado unificado en Hálych. En 1157 bajo el reinado del príncipe Yaroslav Osmomisl se construyó en Hálych la Catedral de la Asunción.
En 1241 el Reino de Galitzia-Volinia fue conquistado por el ejército mongol. En 1245 el rey Daniel de Galitzia ganó una batalla decisiva contra el ejército húngaro-polaco de su oponente Rostislav Mijaílovich y unió Galitzia con Volinia. Tras esta victoria, construyó su residencia en Chełm, en la parte occidental de Volinia. Tras la visita de Daniel a Batú Kan, pagó tributo a la Horda de Oro.
El 13 de febrero de 1257 el papa Alejandro IV envió a Daniel una carta en la que le reprochaba no reconocer el catolicismo, recordándole al príncipe los beneficios espirituales y seculares (incluida la coronación) de la Iglesia romana. La ingratitud por la gracia y el incumplimiento del juramento revelados por el príncipe, indignantes para el jefe de la Iglesia occidental, confirman su rechazo a la ya poco realista intención entonces de crear una unión europea de estados para combatir a los tártaros mongoles.
En 1299 el metropolitano de Kiev y toda Rusia, Máximo, trasladó la sede metropolitana de Kiev a la ciudad de Vladímir del Kliazma en el principado de Vladímir-Súzdal. En respuesta a esta decisión, el hijo del rey Daniel y sucesor en el trono, León I, solicitó al patriarca de Constantinopla la erección de un nuevo metropolitanato en el territorio de su reino. León falleció en 1301, pero su hijo, Yuri I de Galitzia, logró obtener la carta de fundación del patriarca Atanasio I de Constantinopla con la aprobación del emperador bizantino Andrónico II Paleólogo.

### Metropolitanato de Galitzia o Hálych

#### Metropolitano Nifonte (1303-1305)
En 1302 el metropolitanato se estableció sobre la base de la eparquía de Hálych. El metropolitanato incluía las eparquías de Hálych, Przemyśl y Sámbir, Volodímir-Brest, Kholm, Lutsk y Ostroh, y Pinsk y Túrov. Se sabe poco sobre el primer metropolitano, el griego Nifonte (1303-1305). Tras su muerte, la sede permaneció vacante durante tres años. Durante ese tiempo, se produjeron luchas civiles con los reinos vecinos. En 1308 el príncipe Yuri I de Galitzia presentó la candidatura de Pedro de Ratenski a Constantinopla, pero el patriarca, aprovechando la muerte del metropolitano Máximo de Kiev, decidió unificar las dos metrópolis, encabezadas por el metropolitano de Kiev y de toda la Rus y nombró a Pedro. Ante la ausencia de un jerarca en Hálych, Pedro era, en la práctica, el administrador de ese metropolitanato, así como de su propio metropolitanato, Kiev. Eligió como residencia primero Vladímir del Kliazma y en 1325 Pedro trasladó su sede metropolitana 200 kilómetros al oeste, a Moscú.

#### Metropolitano Gabriel (1329-1331)
Tras la muerte de Pedro en 1326, gracias a los esfuerzos del príncipe Yuri II Boleslav y su suegro, el príncipe Gediminas de Lituania, el patriarca Isaías de Constantinopla restauró el metropolitanato de Galitzia independiente, nombrando a Gabriel como metropolitano. Tras la muerte de Gabriel en 1331, el metropolitanato entró en una crisis. En 1332, tras la petición del metropolitano Teognosto de Kiev (gobernó entre 1328 y 1353), el patriarca la disolvió de nuevo. Teognosto y los grandes duques de Moscú querían deshacerse de un metropolitanato rival en tierras de la Rus de Kiev. 

#### Metropolitano Teodoro (1337-1347)
Desde 1332 Fiodor (Teodoro) fue obispo de Hálych y alrededor de 1337-1338 estuvo en Constantinopla, en donde obtuvo del patriarca Juan XIV de Constantinopla la restauración del metropolitanato de Galitzia. Tras su muerte en 1347, el gran príncipe de Moscú, Simeón, conspiró con Teognosto de Kiev para convencer al emperador Juan VI Cantacuceno de que desmantelara él metropolitanato de Hálych, por lo que fue abolido de nuevo. En aquel entonces, el Reino de Galitzia-Volinia se veía convulsionado por las guerras de Galitzia-Volinia, que resultaron en la división del reino entre el Gran Ducado de Lituania y el Reino de Polonia.

### Erección del metropolitanato de Lituania-Volinia
Tras la extinción de la dinastía Romanov en la década de 1340, como resultado de la guerra de Sucesión de Galitzia-Volinia, el territorio de Galitzia fue transferido al Reino de la Rus, también presidido por el rey Casimiro III el Grande. El rey, no queriendo que sus súbditos se sometieran a los metropolitanos dependientes del Gran Ducado de Moscú, envió una carta al patriarca de Constantinopla, Filoteo I, solicitándole que restaurara el metropolitanato de Galitzia; de lo contrario, prometió convertir a todos los galitzios ortodoxos al catolicismo. Justo antes de su muerte Casimiro III restableció el metropolitanato de Hálych durante un breve período. Casimiro citó el precedente de la existencia de un metropolitanato creado por Atanasio I. Convenció a Filoteo I, quien sirvió como patriarca de Constantinopla por segunda vez, para que consagrara a Antonio como metropolitano de Hálych. En mayo de 1371, escribió a Alexis informándole que había separado las eparquías de Hálych (Galitzia), Chełm, Túrov, Przemyśl y Volodímir-Volinia del metropolitanato de Kiev por tercera vez. Proclamó a uno de los obispos de estas eparquías, Antonio, como metropolitano de Hálych. Antonio solo ejerció control sobre las tres eparquías que se encontraban dentro del territorio del reino polaco ampliado. 
Teognosto de Kiev falleció en 1353. Fue sucedido en el metropolitanato de Kiev y toda la Rus por Alejo (gobernó entre 1354 y 1378), quien por entonces tenía sede en Moscú. De 1362 a 1371 la sede vacante de Lituania-Hálych fue administrada por Alejo. En esta situación, a pesar de sus protestas, en 1371 el restaurado patriarca Calixto I de Constantinopla consagró al candidato enviado, Antonio, como metropolitano de Galitzia, Volinia y Lituania, es decir que unió el metropolitanato de Hálych con el metropolitanato de Lituania. Todas las eparquías del metropolitanato de Hálych fueron transferidas a la jurisdicción de un metropolitanato unido, también conocido como «metropolitanato de Lituania-Volinia». El metropolitano recibió el derecho a ordenar obispos y la jurisdicción sobre las diócesis de Galitzia, Przemyśl y Sámbir, Pinsk y Túrov, y Volodímir-Brest. En 1376 el obispo Calixto de Chełm y Bełz (Kholm) reconoció la supremacía del metropolitano Antonio. Calixto también confirmó que Alejo permanecía en posesión del «metropolitanato de Kiev y toda la Rus».
En la segunda mitad del siglo XIV y principios del XV, la jurisdicción del metropolitano de Galitzia fue reconocida por los obispos ortodoxos de Moldavia. En 1371 y 1376 el metropolitano Antonio ordenó a los obispos moldavos José y Melecio.

#### Desmantelamiento del metropolitanato de Lituania-Volinia
Paralelamente, el metropolitano Cipriano de Kiev, quien previamente había unificado los metropolitanatos de Kiev, Lituania y Moscú, solicitó al patriarca la subordinación de Kiev y el metropolitanato de Galitzia. En 1391 el metropolitano Antonio falleció. Tras su muerte, la sede de Galitzia permaneció vacante durante aproximadamente dos años. Durante este tiempo, el metropolitano Cipriano subordinó las diócesis de Kholm y Volodímir-Brest al metropolitanato de Kiev, ubicadas en el territorio del Gran Ducado de Lituania, y no en el Reino de Rus. En ese momento, el rey de Rus, Vladislao II de Polonia, transfirió las eparquías de Galitzia y Przemyśl a la administración del obispo Iván (Ioan) de Lutsk y Ostroh, por lo que pagó al rey 200 hryvnias. El rey envió a Iván a Constantinopla como candidato a la sede metropolitana de Galitzia, pero el patriarca no lo aprobó debido a la queja del metropolitano Cipriano de Kiev, bajo cuya jurisdicción se encontraba la diócesis de Lutsk, cuyo obispo gobernante no podía ser trasladado a otra metrópolis sin su consentimiento, y mucho menos convertirse en metropolitano. Iván regresó a su patria y comenzó a gobernar el metropolitanato. Durante un tiempo, el patriarca de Constantinopla no interfirió con él, pero posteriormente nombró al obispo Miguel de Belén metropolitano de Galitzia, quien, al llegar a Galitzia, intentó privar a Iván del derecho a gobernar el metropolitanato.

### Disputas en Lituania
El gran duque de Lituania, Algirdas, atacó Moscovia en tres ocasiones entre 1368 y 1372 como parte de la guerra lituano-moscovita. Este fue en apoyo de su aliado, Mijaíl II, príncipe de Tver. También pudo haber estado motivado por el deseo de avanzar en sus demandas de un metropolitanato separado para el gran ducado que fuera independiente de Moscú. Cipriano fue enviado por el patriarca como fideicomisario (enviado) a los príncipes de la Rus en tierras lituanas y moscovitas con el metropolitano Alexis y para evitar la división total de la Iglesia entre Vilna y Moscú. Cipriano fue a Constantinopla desde el Gran Ducado de Lituania portando una carta del clero ortodoxo ruteno solicitando al patriarca que lo consagrara como metropolitano de Lituania.
Las hostilidades entre Moscú y Lituania se reanudaron; en agosto de 1375, las tropas moscovitas capturaron Tver. El patriarca Filoteo I era consciente de la amenaza de catolización de la población del Gran Ducado de Lituania. Por lo tanto, accedió a la petición del anterior gran duque, Algirdas, de crear un metropolitanato independiente en el territorio del gran ducado. Filoteo también escuchó las peticiones de los príncipes ortodoxos orientales de tener a Cipriano como su metropolitano. El 2 de diciembre de 1375, en el Concilio de Constantinopla, Filoteo consagró a Cipriano como "metropolitano de Kiev, Rusia y Lituania", con la condición de que "tras la muerte de Alexis, Cipriano se convirtiera en el metropolitano de Kiev y de toda la Rus.
En 1401 el metropolitano Cipriano de Kiev logró finalmente la liquidación del metropolitanato de Galitzia. El sucesor del no reconocido metropolitano Iván, Sava, fue depuesto ese mismo año en un concilio en Moscú. A partir de 1414 la eparquía galitziana se transformó en un virreinato, cuyo representante no era un obispo, sino un virrey del metropolitano de Kiev. En 1414 el gran duque Vitautas intentó restablecer el metropolitanato de Lituania. Organizó un sínodo de obispos para elegir a Gregorio Tsamblak como metropolitano de Lituania. La consagración se llevó a cabo sin el consentimiento del patriarca Eutimio II de Constantinopla y no fue reconocida en Moscú. La rivalidad terminó efectivamente en 1448 cuando Moscú comenzó a seleccionar a los metropolitanos de forma independiente, sin la aprobación del patriarcado ecuménico, que colapsó en 1453.
En 1458, tras la separación no autorizada del metropolitanato de Moscú, el patriarca de Constantinopla reorganizó la metrópolis de Kiev, en particular, otorgando a los metropolitanos de Kiev el título de «Metropolitanos de Kiev, Galitzia y toda Rusia».

### Restauración de la eparquía de Hálych, Leópolis y Kamianets-Podilsky
En 1540 el metropolitano Makariy de Kiev ordenó al virrey, archimandrita Macario de Tuchap, como obispo con el título de "obispo de la metrópolis de Galitzia, obispo de Leópolis y Kamianets-Podilsky". 
En 1686, después de la adhesión ilegal de la metrópolis de Kiev al patriarcado de Moscú, el obispo Joseph (Shumlyansky) de Leópolis, en nombre de los obispos ortodoxos de Lutsk, Przemyśl y Bilhorod, apeló al patriarca Joaquín de Moscú con una solicitud para establecer una metrópolis galitziana bajo la jurisdicción del patriarca de Moscú en el territorio de la Mancomunidad Polaco-Lituana. Sin embargo, esto fue imposible de implementar debido a la oposición de las autoridades polacas. En 1691 el obispo Innokenty (Vinnytsky) de Przemyśl se unió abiertamente a la Iglesia católica de la Unión de Brest, que previamente lo había hecho en secreto en 1681. En 1700 el obispo Joseph (Shumlyansky) de Leópolis, que había sido uniato secreto desde 1677, anunció su adhesión a la Unión, finalizando la eparquía ortodoxa y naciendo la eparquía greco-católica de Hálych, Leópolis y Kamianets-Podilsky (hoy archieparquía de Leópolis de los ucranianos). En 1701 el obispo de Lutsk aceptó la Unión, Dionisio (Zhabokrytskyi).

## Episcopologio

### Obispos de Hálych
- Cosme † (1156-1167)
- Alexey †
- Artemio † (1239-1240)
- José † (1292)
- Gregorio † (1301)

### Metropolitanos de Hálych
- Nifonte † (1303-1305 falleció)
  - Sede vacante (1305-1326)
  - san Pedro de Ratensky † (1308-21 de diciembre de 1326 falleció) (administrador patriarcal, metropolitano de Kiev y toda la Rus)
- Gabriel † (1329-1331 falleció)

### Obispo de Hálych
- Teodoro † (1331-1337 falleció)

### Metropolitanos de las sedes unidas de Lituania y Hálych o metropolitanato de Lituania-Volinia
- Román † (1355-1361 nombrado metropolitano solo de Lituania)
  - Alexis (1362-1371) (administrador patriarcal, metropolitano de Kiev y toda la Rus)

### Metropolitano de Hálych, Volinia y Lituania
- Antonio † (1371-1391 falleció)
  - Iván † (gobernó temporalmente entre 1391 y 1401) (obispo de Lutsk y Bełz)
  - Miguel (designado por el patriarca de Constantinopla entre 1391 y 1401, pero de facto no gobernó el metropolitanato debido a la oposición del obispo Iván)

### Obispos de Galitzia, Leópolis y Kamianets-Podilskyi
- Macario de Tuchap (1540-6 de marzo de 1547)
- Arsenio Balaban (1549-1565)
  - Iván Lopatka Ostalovskyi (candidatura presentada para su aprobación al rey por el arzobispo de Leópolis, Stanislav Slomovsky)
- Gedeón Balabán (1565-1607)
- Jeremías Tyssarovsky (1607-1641)
- Arsenio Zhelyborsky (1641-1651)
- Atanasio (Zhelyborsky) (1651-1667)
- Joseph Shumlyansky (1 de febrero de 1668-1700)